# Mamburao
Mamburao is een gemeente in de Filipijnse provincie Occidental Mindoro op het eiland Mindoro. Mamburao is de hoofdstad van de provincie. Bij de laatste census in 2007 had de gemeente ruim 34 duizend inwoners.

## Geografie

### Bestuurlijke indeling
Mamburao is onderverdeeld in de volgende 15 barangays:
| - Balansay - Fatima - Payompon - Poblacion 1 - Poblacion 2 - Poblacion 3 - Poblacion 4 - Poblacion 5 | - Poblacion 6 - Poblacion 7 - Poblacion 8 - San Luis - Talabaan - Tangkalan - Tayamaan |

## Demografie
Mamburao had bij de census van 2007 een inwoneraantal van 34.487 mensen. Dit zijn 4.109 mensen (13,5%) meer dan bij de vorige census van 2000. De gemiddelde jaarlijkse groei komt daarmee uit op 1,77%, hetgeen lager is dan het landelijk jaarlijks gemiddelde over deze periode (2,04%). Vergeleken met de census van 1995 is het aantal mensen met 8.860 (34,6%) toegenomen.

De bevolkingsdichtheid van Mamburao was ten tijde van de laatste census, met 34.487 inwoners op 283,51 km², 121,6 mensen per km².